# Поверхность второго порядка
Поверхность второго порядка — геометрическое место точек трёхмерного пространства, прямоугольные координаты которых удовлетворяют уравнению вида
{\displaystyle Ax^{2}+By^{2}+Cz^{2}+Dxy+Eyz+Fxz+Gx+Hy+Iz+J=0}
в котором по крайней мере один из коэффициентов {\displaystyle A}, {\displaystyle B}, {\displaystyle C},{\displaystyle D} {\displaystyle E}, {\displaystyle F},  отличен от нуля. Является частным случаем квадрики.

Поверхности второго порядка, получающиеся при различных значениях параметров уравнения

## Типы поверхностей второго порядка

### Цилиндрические поверхности
Поверхность {\displaystyle S} называется цилиндрической поверхностью с образующей {\displaystyle {\vec {l}}}, если для любой точки {\displaystyle M_{0}} этой поверхности прямая, проходящая через эту точку параллельно образующей {\displaystyle {\vec {l}}}, целиком принадлежит поверхности {\displaystyle S}.
Теорема (об уравнении цилиндрической поверхности). 

Если в некоторой декартовой прямоугольной системе координат поверхность {\displaystyle S} имеет уравнение {\displaystyle f(x,y)=0}, то {\displaystyle S} — цилиндрическая поверхность с образующей, параллельной оси {\displaystyle OZ}.
Кривая, задаваемая уравнением {\displaystyle f(x,y)=0} в плоскости {\displaystyle z=0}, называется направляющей цилиндрической поверхности.
Если направляющая цилиндрической поверхности задаётся кривой второго порядка, то такая поверхность называется цилиндрической поверхностью второго порядка.
| Эллиптический цилиндр:                                          | Параболический цилиндр:    | Гиперболический цилиндр:                                          |
| --------------------------------------------------------------- | -------------------------- | ----------------------------------------------------------------- |
| {\displaystyle {\frac {x^{2}}{a^{2}}}+{\frac {y^{2}}{b^{2}}}=1} | {\displaystyle y^{2}=2px}  | {\displaystyle {\frac {x^{2}}{a^{2}}}-{\frac {y^{2}}{b^{2}}}\!=1} |
|                                                                 |                            |                                                                   |
| Пара совпавших прямых:                                          | Пара совпавших плоскостей: | Пара пересекающихся плоскостей:                                   |
| {\displaystyle {\frac {x^{2}}{a^{2}}}+{\frac {y^{2}}{b^{2}}}=0} | {\displaystyle y^{2}=0}    | {\displaystyle {\frac {x^{2}}{a^{2}}}-{\frac {y^{2}}{b^{2}}}\!=0} |

### Конические поверхности

Коническая поверхность.

Поверхность {\displaystyle S} называется конической поверхностью с вершиной в точке {\displaystyle O}, если для любой точки {\displaystyle M_{0}} этой поверхности прямая, проходящая через {\displaystyle M_{0}} и {\displaystyle O}, целиком принадлежит этой поверхности.
Функция {\displaystyle F(x,y,z)} называется однородной порядка {\displaystyle m}, если {\displaystyle \forall t\in \mathbb {R} \;\forall x,y,z} выполняется следующее: {\displaystyle F(tx,ty,tz)=t^{m}F(x,y,z)}
Теорема (об уравнении конической поверхности). 

Если в некоторой декартовой прямоугольной системе координат поверхность {\displaystyle S} задана уравнением {\displaystyle F(x,y,z)=0}, где {\displaystyle F(x,y,z)} — однородная функция, то {\displaystyle S} — коническая поверхность с вершиной в начале координат.
Если поверхность {\displaystyle S} задана функцией {\displaystyle F(x,y,z)}, являющейся однородным алгебраическим многочленом второго порядка, то {\displaystyle S} называется конической поверхностью второго порядка.
- Каноническое уравнение конуса второго порядка имеет вид:

{\displaystyle {\frac {x^{2}}{a^{2}}}+{\frac {y^{2}}{b^{2}}}-{\frac {z^{2}}{c^{2}}}=0}

### Поверхности вращения
Поверхность {\displaystyle S} называется поверхностью вращения вокруг оси {\displaystyle OZ}, если для любой точки {\displaystyle M_{0}(x_{0},y_{0},z_{0})} этой поверхности окружность, проходящая через эту точку в плоскости {\displaystyle z=z_{0}} с центром в {\displaystyle (0,0,z_{0})} и радиусом {\displaystyle r={\sqrt {x_{0}^{2}+y_{0}^{2}}}}, целиком принадлежит этой поверхности.
Теорема (об уравнении поверхности вращения). 

Если в некоторой декартовой прямоугольной системе координат поверхность {\displaystyle S} задана уравнением {\displaystyle F(x^{2}+y^{2},z)=0}, то {\displaystyle S} — поверхность вращения вокруг оси {\displaystyle OZ}.
| Эллипсоид:                                                                             | Однополостной гиперболоид:                                                             | Двуполостной гиперболоид:                                                               | Эллиптический параболоид:                                        | Гиперболический параболоид:                                      |
| -------------------------------------------------------------------------------------- | -------------------------------------------------------------------------------------- | --------------------------------------------------------------------------------------- | ---------------------------------------------------------------- | ---------------------------------------------------------------- |
| {\displaystyle {\frac {x^{2}}{a^{2}}}+{\frac {y^{2}}{b^{2}}}+{\frac {z^{2}}{c^{2}}}=1} | {\displaystyle {\frac {x^{2}}{a^{2}}}+{\frac {y^{2}}{b^{2}}}-{\frac {z^{2}}{c^{2}}}=1} | {\displaystyle {\frac {x^{2}}{a^{2}}}+{\frac {y^{2}}{b^{2}}}-{\frac {z^{2}}{c^{2}}}=-1} | {\displaystyle {\frac {x^{2}}{a^{2}}}+{\frac {y^{2}}{b^{2}}}=2z} | {\displaystyle {\frac {x^{2}}{a^{2}}}-{\frac {y^{2}}{b^{2}}}=2z} |
|                                                                                        |                                                                                        |                                                                                         |                                                                  |                                                                  |

В случае, если {\displaystyle a=b\neq 0}, перечисленные выше поверхности являются поверхностями вращения.

### Эллиптический параболоид
Уравнение эллиптического параболоида имеет вид 

{\displaystyle {\frac {x^{2}}{a^{2}}}+{\frac {y^{2}}{b^{2}}}=2z.}
Если {\displaystyle a=b}, то эллиптический параболоид представляет собой поверхность вращения, образованную вращением параболы, параметр которой {\displaystyle p=a^{2}=b^{2}}, вокруг вертикальной оси, проходящей через вершину и фокус данной параболы.
Пересечение эллиптического параболоида с плоскостью {\displaystyle z=z_{0}>0} является эллипсом.
Пересечение эллиптического параболоида с плоскостью {\displaystyle x=x_{0}} или {\displaystyle y=y_{0}} является параболой.

### Гиперболический параболоид
Уравнение гиперболического параболоида имеет вид 

{\displaystyle {\frac {x^{2}}{a^{2}}}-{\frac {y^{2}}{b^{2}}}=2z.}
Пересечение гиперболического параболоида с плоскостью {\displaystyle z=z_{0}} является гиперболой.
Пересечение гиперболического параболоида с плоскостью {\displaystyle x=x_{0}} или {\displaystyle y=y_{0}} является параболой.
Ввиду геометрической схожести гиперболический параболоид часто называют «седлом».

### Центральные поверхности
Если центр поверхности второго порядка существует и единственен, то его координаты {\displaystyle \left(x_{0},\;y_{0}\;z_{0}\right)} можно найти, решив систему уравнений:
{\displaystyle {\begin{cases}a_{11}x_{0}+a_{12}y_{0}+a_{13}z_{0}+a_{14}=0\\a_{21}x_{0}+a_{22}y_{0}+a_{23}z_{0}+a_{24}=0\\a_{31}x_{0}+a_{32}y_{0}+a_{33}z_{0}+a_{34}=0\end{cases}}}

## Матричный вид уравнения поверхности второго порядка
Уравнение поверхности второго порядка может быть переписано в матричном виде:
{\displaystyle {\begin{pmatrix}x&y&z&1\end{pmatrix}}{\begin{pmatrix}a_{11}&a_{12}&a_{13}&a_{14}\\a_{21}&a_{22}&a_{23}&a_{24}\\a_{31}&a_{32}&a_{33}&a_{34}\\a_{41}&a_{42}&a_{43}&a_{44}\end{pmatrix}}{\begin{pmatrix}x\\y\\z\\1\end{pmatrix}}=0}
Также можно выделить квадратичную и линейную части друг от друга:
{\displaystyle {\begin{pmatrix}x&y&z\end{pmatrix}}{\begin{pmatrix}a_{11}&a_{12}&a_{13}\\a_{21}&a_{22}&a_{23}\\a_{31}&a_{32}&a_{33}\\\end{pmatrix}}{\begin{pmatrix}x\\y\\z\end{pmatrix}}+2{\begin{pmatrix}a_{14}&a_{24}&a_{34}\end{pmatrix}}{\begin{pmatrix}x\\y\\z\end{pmatrix}}+a_{44}=0}
Если обозначить
{\displaystyle A={\begin{pmatrix}a_{11}&a_{12}&a_{13}\\a_{21}&a_{22}&a_{23}\\a_{31}&a_{32}&a_{33}\\\end{pmatrix}}\quad b={\begin{pmatrix}a_{14}&a_{24}&a_{34}\end{pmatrix}}\quad X={\begin{pmatrix}x&y&z\end{pmatrix}}^{T}}
, то уравнение приобретает следующий вид:
{\displaystyle X^{T}AX+2bX+a_{44}=0}

## Инварианты
Значения следующих величин сохраняются при ортогональных преобразованиях базиса:
- Связанных с матрицей {\displaystyle A}:
  - {\displaystyle I_{1}=\mathrm {tr} \,A}
  - {\displaystyle I_{2}={M_{A}}_{1,2}^{1,2}+{M_{A}}_{1,3}^{1,3}+{M_{A}}_{2,3}^{2,3}}, где {\displaystyle {M_{A}}_{i,j}^{i,j}} — минор второго порядка матрицы A, расположенный в строках и столбцах с индексами i и j.
  - {\displaystyle I_{3}=\det A}

- Связанных с блочной (расширенной) матрицей {\displaystyle B={\begin{pmatrix}A&b\\b^{T}&a_{44}\end{pmatrix}}}[1]
  - {\displaystyle K_{1}=\sum _{i=1}^{3}\sum _{j=i+1}^{4}{M_{B}}_{i,j}^{i,j}}
  - {\displaystyle K_{2}=\sum _{i=1}^{2}\sum _{j=i+1}^{3}\sum _{k=j+1}^{4}{M_{B}}_{i,j,k}^{i,j,k}}
  - {\displaystyle K_{4}=\det B}

Такие инварианты также иногда называют полуинвариантами или семи-инвариантами.
При параллельном переносе системы координат величины {\displaystyle I_{1},I_{2},I_{3},K_{4}} остаются неизменными. При этом:
- {\displaystyle K_{2}} остается неизменной только если {\displaystyle I_{2}=I_{3}=K_{4}=0}
- {\displaystyle K_{1}} остается неизменной только если {\displaystyle I_{2}=I_{3}=K_{4}=K_{2}=0}

### Классификация поверхностей второго порядка относительно значений инвариантов
Для любой алгебраической поверхности второго порядка существует такая декартова система координат, в которой уравнение этой поверхности принимает один из следующих семнадцати канонических видов:
| Поверхность                                    | Уравнение                                                                               | Инварианты                  | Инварианты                                                       | Инварианты              | Инварианты                   | Инварианты              |
| ---------------------------------------------- | --------------------------------------------------------------------------------------- | --------------------------- | ---------------------------------------------------------------- | ----------------------- | ---------------------------- | ----------------------- |
| Эллипсоид                                      | {\displaystyle {\frac {x^{2}}{a^{2}}}+{\frac {y^{2}}{b^{2}}}+{\frac {z^{2}}{c^{2}}}=1}  | {\displaystyle I_{3}\neq 0} | {\displaystyle I_{2}>0,\quad I_{1}I_{3}>0}                       | {\displaystyle K_{4}<0} |                              |                         |
| Мнимый эллипсоид                               | {\displaystyle {\frac {x^{2}}{a^{2}}}+{\frac {y^{2}}{b^{2}}}+{\frac {z^{2}}{c^{2}}}=-1} | {\displaystyle I_{3}\neq 0} | {\displaystyle I_{2}>0,\quad I_{1}I_{3}>0}                       | {\displaystyle K_{4}>0} |                              |                         |
| Точка                                          | {\displaystyle {\frac {x^{2}}{a^{2}}}+{\frac {y^{2}}{b^{2}}}+z^{2}=0}                   | {\displaystyle I_{3}\neq 0} | {\displaystyle I_{2}>0,\quad I_{1}I_{3}>0}                       | {\displaystyle K_{4}=0} |                              |                         |
| Однополостный гиперболоид                      | {\displaystyle {\frac {x^{2}}{a^{2}}}+{\frac {y^{2}}{b^{2}}}-{\frac {z^{2}}{c^{2}}}=1}  | {\displaystyle I_{3}\neq 0} | {\displaystyle I_{2}\leq 0} или {\displaystyle I_{1}I_{3}\leq 0} | {\displaystyle K_{4}>0} |                              |                         |
| Двуполостный гиперболоид                       | {\displaystyle {\frac {x^{2}}{a^{2}}}+{\frac {y^{2}}{b^{2}}}-{\frac {z^{2}}{c^{2}}}=-1} | {\displaystyle I_{3}\neq 0} | {\displaystyle I_{2}\leq 0} или {\displaystyle I_{1}I_{3}\leq 0} | {\displaystyle K_{4}<0} |                              |                         |
| Конус                                          | {\displaystyle {\frac {x^{2}}{a^{2}}}+{\frac {y^{2}}{b^{2}}}-2z^{2}=0}                  | {\displaystyle I_{3}\neq 0} | {\displaystyle I_{2}\leq 0} или {\displaystyle I_{1}I_{3}\leq 0} | {\displaystyle K_{4}=0} |                              |                         |
| Эллиптический параболоид                       | {\displaystyle {\frac {x^{2}}{a^{2}}}+{\frac {y^{2}}{b^{2}}}-2z=0}                      | {\displaystyle I_{3}=0}     | {\displaystyle K_{4}\neq 0}                                      | {\displaystyle K_{4}<0} |                              |                         |
| Гиперболический параболоид                     | {\displaystyle {\frac {x^{2}}{a^{2}}}-{\frac {y^{2}}{b^{2}}}-2z=0}                      | {\displaystyle I_{3}=0}     | {\displaystyle K_{4}\neq 0}                                      | {\displaystyle K_{4}>0} |                              |                         |
| Эллиптический цилиндр                          | {\displaystyle {\frac {x^{2}}{a^{2}}}+{\frac {y^{2}}{b^{2}}}=1}                         | {\displaystyle I_{3}=0}     | {\displaystyle K_{4}=0}                                          | {\displaystyle I_{2}>0} | {\displaystyle I_{1}K_{2}<0} |                         |
| Мнимый эллиптический цилиндр                   | {\displaystyle {\frac {x^{2}}{a^{2}}}+{\frac {y^{2}}{b^{2}}}=-1}                        | {\displaystyle I_{3}=0}     | {\displaystyle K_{4}=0}                                          | {\displaystyle I_{2}>0} | {\displaystyle I_{1}K_{2}>0} |                         |
| Прямая (пара мнимых пересекающихся плоскостей) | {\displaystyle {\frac {x^{2}}{a^{2}}}+y^{2}=0}                                          | {\displaystyle I_{3}=0}     | {\displaystyle K_{4}=0}                                          | {\displaystyle I_{2}>0} | {\displaystyle K_{2}=0}      |                         |
| Гиперболический цилиндр                        | {\displaystyle {\frac {x^{2}}{a^{2}}}-{\frac {y^{2}}{b^{2}}}=1}                         | {\displaystyle I_{3}=0}     | {\displaystyle K_{4}=0}                                          | {\displaystyle I_{2}<0} | {\displaystyle K_{2}\neq 0}  |                         |
| Пара пересекающихся плоскостей                 | {\displaystyle {\frac {x^{2}}{a^{2}}}-y^{2}=0}                                          | {\displaystyle I_{3}=0}     | {\displaystyle K_{4}=0}                                          | {\displaystyle I_{2}<0} | {\displaystyle K_{2}=0}      |                         |
| Параболический цилиндр                         | {\displaystyle y^{2}=2px}                                                               | {\displaystyle I_{3}=0}     | {\displaystyle K_{4}=0}                                          | {\displaystyle I_{2}=0} | {\displaystyle K_{2}\neq 0}  |                         |
| Пара параллельных плоскостей                   | {\displaystyle x^{2}-d^{2}=0}                                                           | {\displaystyle I_{3}=0}     | {\displaystyle K_{4}=0}                                          | {\displaystyle I_{2}=0} | {\displaystyle K_{2}=0}      | {\displaystyle K_{1}<0} |
| Пара мнимых параллельных плоскостей            | {\displaystyle x^{2}+d^{2}=0}                                                           | {\displaystyle I_{3}=0}     | {\displaystyle K_{4}=0}                                          | {\displaystyle I_{2}=0} | {\displaystyle K_{2}=0}      | {\displaystyle K_{1}>0} |
| Плоскость                                      | {\displaystyle x^{2}=0}                                                                 | {\displaystyle I_{3}=0}     | {\displaystyle K_{4}=0}                                          | {\displaystyle I_{2}=0} | {\displaystyle K_{2}=0}      | {\displaystyle K_{1}=0} |